# بل-ایر هایتز
بل-ایر هایتز (انگلیسی: Bel-Air Heights) محله ای در کالج وارد در انتهای غربی اتاوا، انتاریو، کانادا است.